# Драс
Драс (хинди दरस) — город в округе Каргил, Индия. Называют «Ворота в Ладакх». В 1999 году город стал известнем благодаря пограничному конфликту с Пакистаном за Джамму и Кашмир. Во время Каргильской войны город обстреливали снайперы, потом индийская армия захватила регион.

## История
Драс стал одним из мест боёв во время Каргильской войны.
Национальное Шоссе 1D проходит через Драс соединяя Сринагар и Лех. Тигриный Холм и Тололингский хребет были захвачены пакистанской армией и дорога 1D была перекрыта. В маи-июне шли бои за обладанием этими и другими высотами.

## География
Драс расположен на 34.45 градусов северной широты и 75.77 восточной долготы. Его высота над уровнем моря — 3,280 метров. 56 км до Каргил на дороге в Сринагар лежащий в центре Кашмирской долины.

### Путевые базы
Если 3 дня идти через Суру, Драс — самое удобное место для отдыха. Путь тяжёлый (до 4500 метров по высоте), но в период цветения — невероятно красивый. Переход к Пещере Амарнатх начинается от Минамарга ниже Зоджила, занимает тря дня и поднимается до 5200 м.

## Климат
Зимы суровые, часто до −22 — −45. Зима — с середины октября до середины мая. Лето — июнь-сентябрь, около +15, мало осадков. Годовые осадки: 360 мл, главным образом от снега.

## Демография
Жители похожи на Гильгитцев, много Дардов, Индо-Ариев переселившихся в древности из Центральной Азии. Они говорят на Шине, aдардском диалекте. Большинство мусульмане, остальные буддисты. Местное население — 64 % мужчин и 36 % женщин. Всего население 1 201
Драская долина смыкается с Зоджи — перевалом в Ладакх. Местные жители работали проводниками для караванщиков пересекающих этот трудный и опасный перевал. Тем самым они создали монополию на носильщиков во время расцвета пан-азиатской торговли. Суровый климат закалили драсцев и они по праву могли считаться хранителями врат Ладакха.

## Интересные места
- Драский военный мемориал (известный как Бимбат Военный Мемориал).
- Дропади-кунд— в 18 км от Драса.
- Сандо Топ/ Сандо База — 1 час от Драса, тактическая высота, с которой видны позиции пакистанцев.
- Мушко долина — в ней растут прекрасные цветы во время летнего сезона.
- Бригадная военная галерея — информация о войне 1999 года.